# Gilberto Galimberti
Gilberto Galimberti (Róma, 1933. február 25. – Róma, 2017. június 16.) olasz kaszkadőr, színész.

## Filmjei
- I normanni (1962)
- Sansone contro il corsaro nero (1964)
- Az utolsó gladiátor (L'ultimo gladiatore) (1964)
- Sámson és az inkák kincse (Sansone e il tesoro degli Incas) (1964)
- La rivolta dei barbari (1964)
- Ercole contro i tiranni di Babilonia (1964)
- Maciste il vendicatore dei Maya (1965)
- Adios, gringo (1965)
- 30 Winchester per El Diablo (1965)
- Il mistero dell'isola maledetta (1965)
- Django (1966)
- Superargo contro Diabolikus (1966)
- 1000 dollari sul nero (1966)
- Supercolpo da 7 miliardi (1967)
- Colpo maestro al servizio di Sua Maestà britannica (1967)
- Bill il taciturno (1967)
- Si muore solo una volta (1967)
- Az erőszak napjai (I giorni della violenza) (1967)
- Buckaroo (Il winchester che non perdona) (1967)
- La feldmarescialla (1967)
- Una colt in pugno al diavolo (1967)
- Sentenza di morte (1968)
- Lucrezia (1968)
- ...e venne il tempo di uccidere (1968)
- La vendetta è il mio perdono (1968)
- Mister Zehn Prozent - Miezen und Moneten (1968)
- Rose rosse per il führer (1968)
- Uno dopo l'altro (1968)
- Imádkozz a halálodért! (Se incontri Sartana prega per la tua morte) (1968)
- Uno di più all'inferno (1968)
- Una lunga fila di croci (1969)
- L'odio è il mio Dio (1969)
- Dio perdoni la mia pistola (1969)
- Hé, barátom, itt van Sabata (Ehi amico... c'è Sabata. Hai chiuso!) (1969)
- Ciakmull – L'uomo della vendetta (1970)
- Shango, la pistola infallibile (1970)
- La belva (1970)
- Un uomo chiamato Apocalisse Joe (1970)
- Az ördög jobb és bal keze (Lo chiamavano Trinità...) (1970)
- La bestia uccide a sangue freddo (1971)
- Kegyetlen kobrák (L'uomo più velenoso del cobra) (1971)
- Isten veled, Sabata (È tornato Sabata... hai chiuso un'altra volta!) (1971)
- In nome del padre, del figlio e della Colt (1971)
- W Django! (1971)
- Az ördög jobb és bal keze 2. (Continuavano a chiamarlo Trinità) (1971)
- Milano calibro 9 (1972)
- Spirito Santo e le 5 magnifiche canaglie (1972)
- Trinità e Sartana figli di... (1972)
- I due figli di Trinità (1972)
- La mala ordina (1972)
- La vita, a volte, è molto dura, vero Provvidenza? (1972)
- Un animale chiamato uomo (1972)
- Lo chiamavano Verità (1972)
- Elena si, ma.... di Troia (1973)
- Ku Fu? Dalla Sicilia con furore (1973)
- La mano nera (1973)
- Sentivano uno strano, eccitante, pericoloso puzzo di dollari (1973)
- Tutti per uno botte per tutti (1973)
- Mi chiamavano 'Requiescat'... ma avevano sbagliato (1973)
- Dio, sei proprio un padreterno! (1973)
- Corte marziale (1973)
- Più forte sorelle (1973)
- A pugni nudi (1974)
- Colpo in canna (1975)
- Carambola, filotto... tutti in buca (1975)
- La missione del mandrillo (1975)
- L'uomo della strada fa giustizia (1975)
- La città sconvolta: caccia spietata ai rapitori (1975)
- Fehér agyar és a magányos vadász (Zanna Bianca e il cacciatore solitario) (1975)
- Uomini si nasce poliziotti si muore (1976)
- Pronto ad uccidere (1976)
- Con la rabbia agli occhi (1976)
- I padroni della città (1976)
- Vento, vento, portali via con te (1976)
- El macho (1977)
- L'avvocato della mala (1977)
- Squadra antitruffa (1977)
- La banda Vallanzasca (1977)
- Diamanti sporchi di sangue (1977)
- L'amour chez les poids lourds (1978)
- Ring (1978)
- Avere vent'anni (1978)
- La poliziotta della squadra del buon costume (1979)
- Savana violenza carnale (1979)
- Femmine infernali (1980)
- Orinoco: Prigioniere del sesso (1980)
- A pokol hét kapuja (...E tu vivrai nel terrore! L'aldilà) (1981)
- Las muñecas del King Kong (1981)
- Il carabiniere (1981)
- 2019 – Dopo la caduta di New York (1983)
- Razza violenta (1984)
- Savage Island (1985)
- Fuga da Kayenta (1991)